# Agostina Segatori
Agostina Segatori (Ancona, 9 ottobre 1841 – Parigi, 3 aprile 1910) è stata una modella italiana.
Posò per celebri pittori a Parigi come Édouard Joseph Dantan, Jean-Baptiste Camille Corot, Jean-Léon Gérôme, Eugène Delacroix, Vincent van Gogh e Édouard Manet. È anche conosciuta per essere stata la proprietaria del Café du Tambourin a Parigi.

## Storia
Agostina Segatori nacque nel 1841 nella città di Ancona, nello Stato Pontificio, da genitori sconosciuti. Non ci sono notizie di lei sino a che non inizia a posare a Parigi nel 1860, anno in cui posa per Manet nel 1860, mentre nel 1873 posa per Jean-Baptiste Corot. Nel 1873 incontra il pittore parigino Édouard Joseph Dantan, con cui ha una tempestosa relazione fino al 1884. La Segatori ebbe un figlio da Dantan, Jean-Pierre Segatori, nato il 17 giugno 1873, benché questi il 18 marzo 1884 venne riconosciuto per ordine di un tribunale come figlio di Pierre Gustave Julien Morière e di sua moglie Agostina Segatori, dopo che i due si furono sposati. Nel 1874 fu raffigurata da Dantan nel primo lavoro che esibiva al Salon, un medaglione di cera. 
Agostina Segatori fu anche la proprietaria del Café du Tambourin, al 62 di Boulevard de Clichy a Parigi. La Segatori ebbe una relazione con Vincent van Gogh nella primavera del 1887, che visse a Parigi dal 1886 sino al 1888. Ci sono poche informazioni su questa relazione perché van Gogh viveva con suo fratello Theo e c'è poca corrispondenza tra i due in questo periodo. Comunque la Segatori è citata in due lettere del pittore.
Uno dei più stretti amici di van Gogh, il pittore Émile Bernard, in un articolo che scrisse per père Tanguy, un importante personaggio parigino del XIX secolo, informa sulla relazione che intercorse tra i due. Sembra che van Gogh e la Segatori fossero molto legati e che ispirò il pittore che le fece due ritratti e parecchi nudi a olio. La Segatori organizzò la prima esposizione di van Gogh a Parigi al suo Café du Tambourin. La loro relazione divenne tumultuosa e decisero di mutuo accordo di separarsi nel luglio 1887. La Segatori si tenne tutte le opere di van Gogh esposte nel café.
Agostina Segatori morì a Parigi nel 1910 dopo dei rovesci finanziari ed aver perso il suo café.

## Il Café du Tambourin

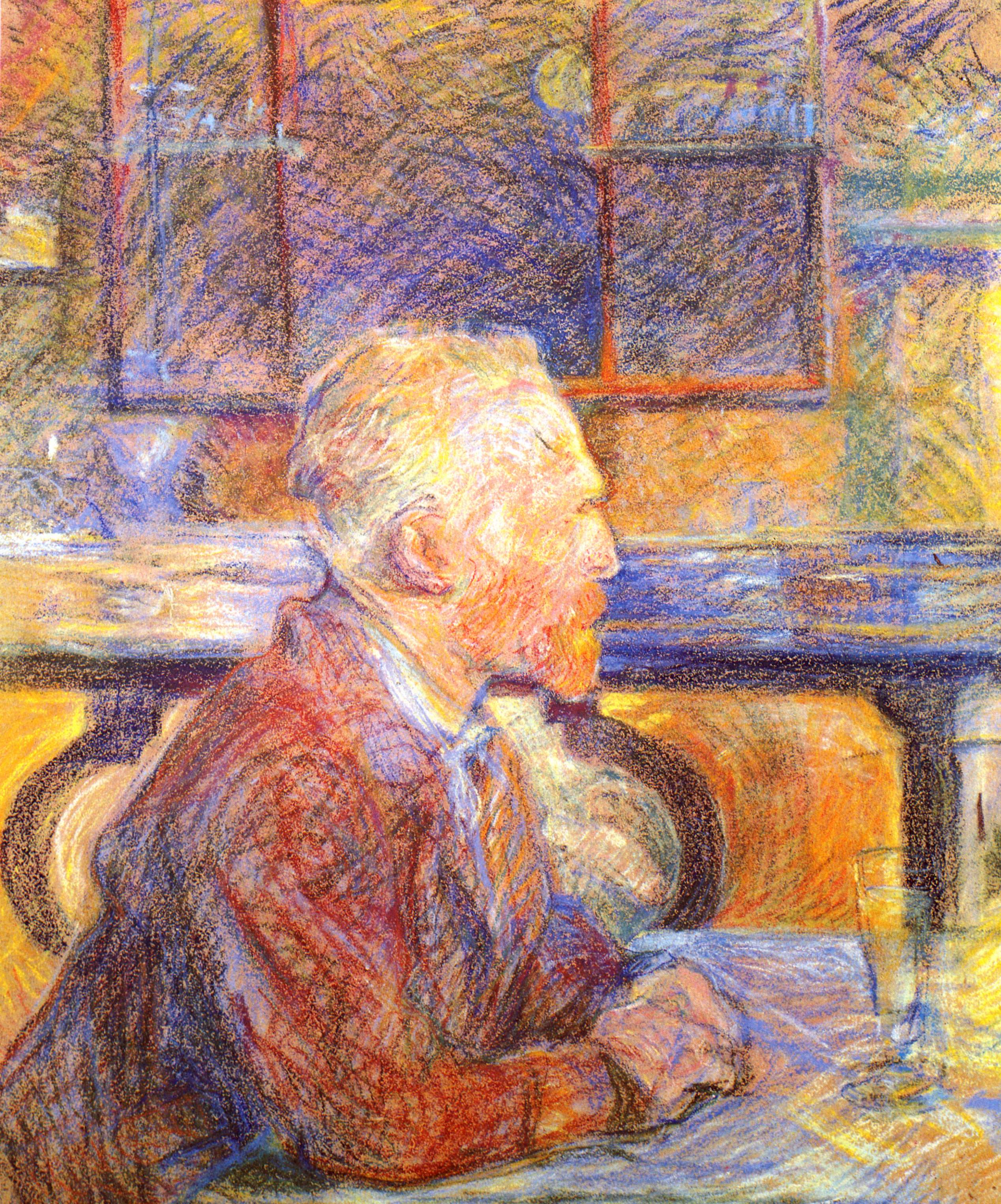
Henri de Toulouse-Lautrec (1864-1901), Ritratto di Vincent van Gogh, 1887

Il Café du Tamburin era inizialmente situato al 27 di rue de Richelieu a Parigi, poi riaprì al 62 Boulevard de Clichy. Era decorato con lavori di Édouard Joseph Dantan e di Vincent van Gogh. Nel 1887, Toulouse Lautrec vi fece il ritratto di van Gogh nel café. 

## Rappresentazioni di Agostina Segatori nell'arte francese del XIX secolo
La Segatori fu una famosa modella. Nel 1860 posò per Manet che dipinse un ritratto conosciuto come L'italienne. L'opera, che adesso si trova in una collezione privata a New York, fu venduta dal mercante d'arte Alphonse Portier a Alexander Cassat, fratello di Mary Cassatt. La Segatori posò due volte per il pittore Corot: il primo lavoro fu Le portrait d'Agostina ed il secondo la Bacchante aux tambourins. Fu modella di Jean-Léon Gérôme. Vincent van Gogh realizzò due ritratti della Segatori: La femme au tambourin e l'altro L'italienne.

Jean-Baptiste Camille Corot, Agostina, L'italienne, 1866
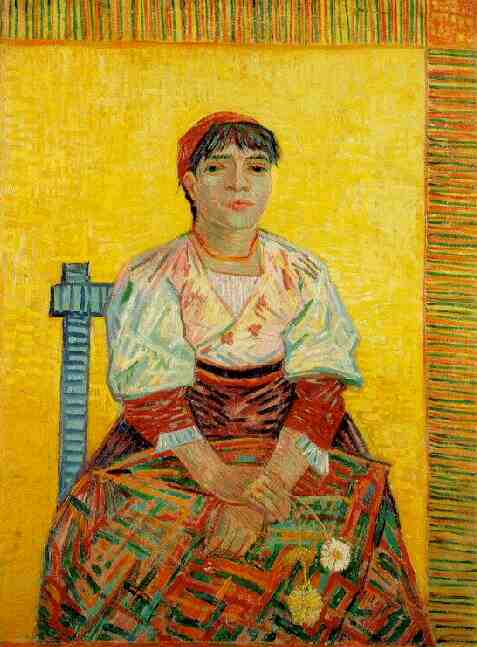
Vincent van Gogh, L'Italiana, 1887